# 一致估计量

{,,, ...}是参数的一组估计量，待估参数真值为4。随着样本量的增加该估计量序列越发集中于的真值；而同时这些估计量是有偏的。该估计量序列的极限分布将退化为一个随机变量以概率1收敛于。

在统计学中，一致估计量(Consistent Estimater)、渐进一致估计量，亦称相合估计量、相容估计量。其所表征的一致性或（相合性）同渐进正态性是大样本估计中两大最重要的性质。随着样本量无限增加，估计误差在一定意义下可以任意地小。也即估计量的分布越来越集中在所估计的参数的真实值附近，使得估计量依概率收敛于{\displaystyle \theta _{0}}。
这里定义的一致性称弱相合性。如果将概率收敛的方式改为以概率1收敛此时称强相合性。

## 定义
设{\displaystyle g(\theta )}为定义在参数空间{\displaystyle \Theta }上的一维数值函数，用{\displaystyle {\widehat {T}}_{n}=T(X^{(n)})}去估计它。这里{\displaystyle X^{(n)}=(X_{1},X_{2},\cdots ,X_{n})}为样本，{\displaystyle n}为样本量。如果当{\displaystyle n\to \infty }时，估计量{\displaystyle {\widehat {T}}_{n}}在某个意义{\displaystyle C}之下收敛于被估计的{\displaystyle g(\theta )}，则称{\displaystyle {\widehat {T}}_{n}}是{\displaystyle g(\theta )}的一个意义{\displaystyle C}之下的相合估计。在数理统计中最常考虑的有以下三种情况：
- {\displaystyle C}表示依概率收敛，即是{\displaystyle {\widehat {T}}_{n}{\overset {}{\to }}g(\theta )}，这时所定义的相合性称弱相合。

- {\displaystyle C}表示以概率1收敛，即是{\displaystyle {\widehat {T}}_{n}{\overset {a.s.}{\to }}g(\theta )}，这时所定义的相合性称强相合。

- {\displaystyle C}表示以{\displaystyle r}阶矩收敛({\displaystyle r>0})，即是{\displaystyle \mathrm {E} |{\widehat {T}}_{n}-g(\theta )|^{r}\to 0}，这时所定义的相合性称{\displaystyle r}阶矩相合，简称矩相合。

根据定义显然可知强相合与矩相合可推得弱相合，反之不成立。强相合与矩相合之间没有从属关系。
如果{\displaystyle g(\theta )=(g_{1}(\theta ),g_{2}(\theta ),\cdots ,g_{k}(\theta ))}是多维的，{\displaystyle \forall i\in \{1,2,\cdots ,k\}}，{\displaystyle {\widehat {T}}_{ni}}为{\displaystyle g_{i}(\theta )}在某意义下的相合估计，则称估计量{\displaystyle {\widehat {T}}_{n}=({\widehat {T}}_{n1},{\widehat {T}}_{n2},\cdots ,{\widehat {T}}_{nk})}在该意义下相合。
因此一般性讨论中可以只考虑{\displaystyle g(\theta )}为1维的情况。

## 性质

### 泛函不变性
设参数空间{\displaystyle \Theta \subset \mathbb {R} ^{k}}，{\displaystyle g(\theta )}为定义在开集{\displaystyle {\widetilde {\Theta }}\subset \Theta }上的实值连续函数。若{\displaystyle {\widehat {T}}_{n}}是{\displaystyle \theta }的（强/弱）相合估计，则{\displaystyle g({\widehat {T}}_{n})}是{\displaystyle g(\theta )}的（强/弱）相合估计。
该定理不适用于矩相合。
由该定理和Kolmogorov强大数定律可推知矩估计为强相合估计。

### 存在性的充分条件
设参数空间{\displaystyle \Theta \subset \mathbb {R} ^{k}}，独立同分布样本{\displaystyle X_{1},X_{2},\cdots ,X_{n}}其总体分布函数是k维分布函数{\displaystyle F_{\theta }(x)}。若{\displaystyle \forall \theta \in \Theta ,\varepsilon >0} 有
{\displaystyle \inf\{\sup _{x\in \mathbb {R} ^{k}}|F_{\theta }-F_{\varphi }|:\varphi \in \Theta ,\|\theta -\varphi \|>\varepsilon \}>0}
则{\displaystyle \theta }的强相合估计存在。

### 存在性的一个必要条件
设参数空间{\displaystyle \Theta \subset \mathbb {R} ^{k}}，独立同分布样本{\displaystyle X_{1},X_{2},\cdots ,X_{n}}其总体分布函数是k维分布函数{\displaystyle F_{\theta }(x)}。若{\displaystyle \theta }的相合估计存在，且{\displaystyle \theta \neq \varphi \in \Theta }时，{\displaystyle F_{\theta }\neq F_{\varphi }}。

### 存在性的充要条件
至今没有得到回答。